# 生命は宇宙から来た
『生命は宇宙から来た』（せいめいはうちゅうからきた、原題：Evolution from Space）は、イギリスの天文学者フレッド・ホイルと、星間物質を専門とするスリランカ出身の天文学者チャンドラ・ウィックラマシンジによる、1981年刊行の一般向け科学書である。日本では1983年に、餌取章男の訳で光文社からカッパサイエンスのシリーズの1冊として出版された。
生命の起源を宇宙のどこか別の場所に由来するといういわゆる「パンスペルミア説」を主張する本である。傍証として著者らが主張するのは、いろいろな生物のもつ能力のうちに地球の環境では無用な能力を持つこと（ショウジョウバエが地球に存在しない波長の紫外線を見ることができる）や、種の世代寿命と変異の蓄積の間の関係が見られないこと、昆虫類の中間的な化石資料の見つかっていないことや1963年に行われ後に中止されたジェット推進研究所の高空気球によるバクテリアの回収実験で、高空にいくほどバクテリアの密度が高くなったという非公式な結果があげられ、生命は地球上で進化したのではなく宇宙から降ってきた遺伝子がもとになった可能性を組み立てたものである。

## 内容概要
- プロローグ－「進化論」という名の神話に挑戦する
- 1：「地球離れ」している生物たち
- 2：10の4万乗分の1という確率
- 3：宇宙を自在に飛びまわる生命の種子
- 4：宇宙から遺伝子がふってくる
- 5：幻のミッシング・リンク
- 6：生命の進化を操る「見えない手」
- 7：昆虫は宇宙からの侵入者

## 書誌情報
- 『生命は宇宙から来た』ダーウィン進化論は、ここが誤りだ：F・ホイル、C・ウィックラマシンジ共著、餌取章男　訳、光文社（1983年） ISBN 4-334-06009-9